# John Cuthbertson

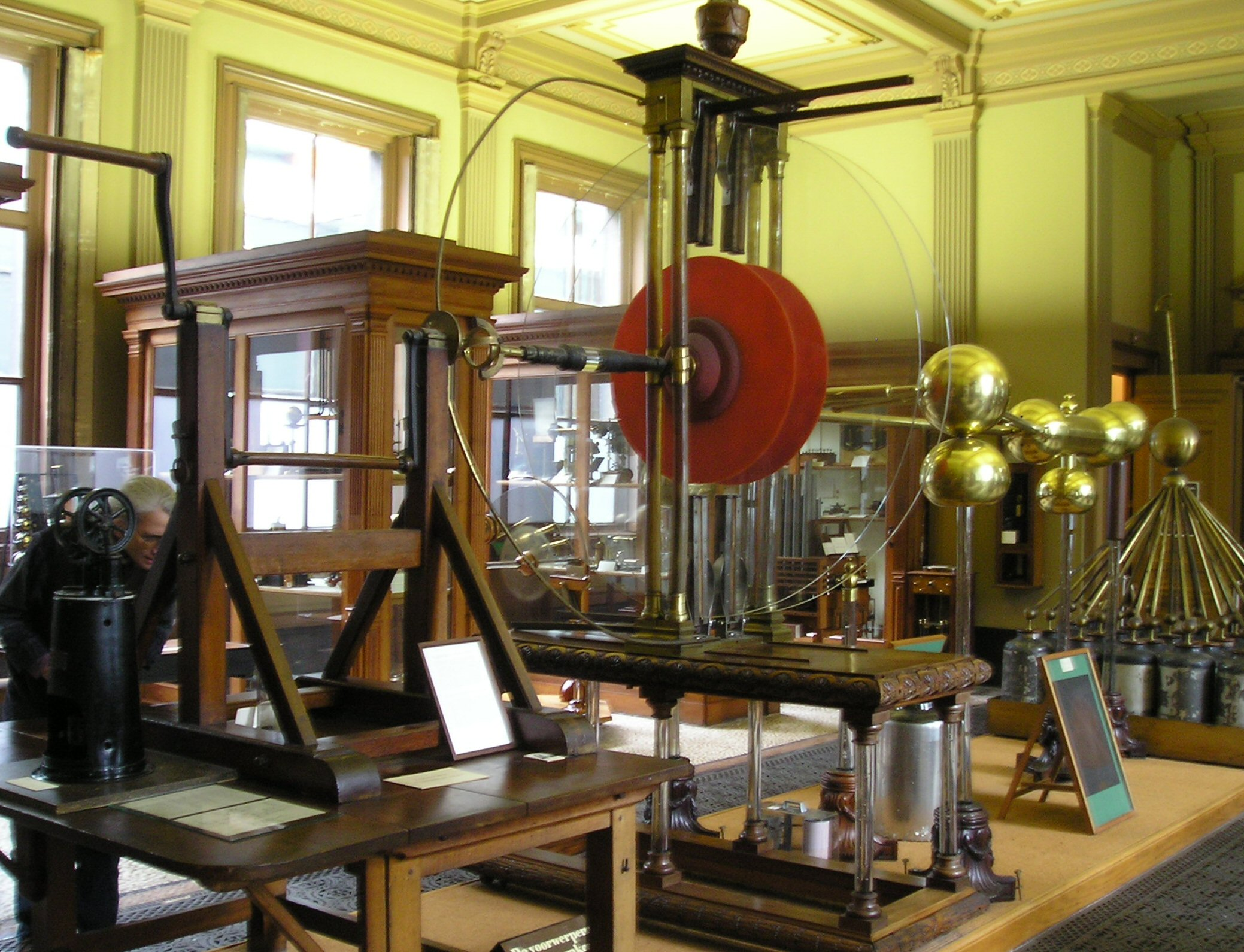
De grote elektriseermachine gemaakt door Cuthbertson in Teylers Museum (Haarlem)

John Cuthbertson (1743 - 1821) was een Engelse instrumentmaker, die van 1768 tot circa 1796 in Amsterdam leefde.
In opdracht van Martinus van Marum bouwde hij in 1784 de grootste elektriseermachine ooit, met schijven van een diameter 1,65 meter groot en verbonden aan een batterij Leidse flessen om de opgewekte lading op te slaan. Met deze machine konden vonken getrokken worden van 61 centimeter, wat neerkomt op een spanning van 330.000 volt.
In 1782 verscheen zijn boek "Algemeene Eigenschappen van Electriciteit, onderrichting van de Werktuigen en het nemen van proeven in dezelve".
In 1785 of 1786 vervaardigde John Cuthbertson technisch geavanceerde quadranten (richtmiddelen) voor het zware geschut van de Vereenigde Oostindische Compagnie (VOC), Kamer Amsterdam. Dit waren kostbare instrumenten. Een kanonquadrant kostte 28 gulden, een mortierquadrant 37 gulden en een opzetquadrant 7 gulden per stuk. In totaal vervaardigde hij 61 stuks kanonquadranten, 59 stuks mortierquadranten en 32 stuks opzetquadranten, die werden bestemd voor Batavia en Colombo. De VOC kreeg hiermee zeer moderne richtmiddelen, die de Generaliteit, noch de Provincie Holland op dat moment bezaten. De totale waarde van deze leveringen bedroeg 3917 gulden. In Engeland werden dit soort quadranten eerst na de eeuwwisseling ingevoerd onder het bewind van Blomefield.
Later keerde hij terug naar Londen, waar hij een aantal kleinere elektriseermachines maakte.